# Pirrewaldsänger
Der Pirrewaldsänger (Basileuterus ignotus) ist ein kleiner Singvogel aus der Gattung Basileuterus in der Familie der Waldsänger (Parulidae). Diese Art bildet mit dem Schwarzwangen-Waldsänger (Basileuterus melanogenys) eine Superspezies. Manche Autoren betrachten den Pirrewaldsänger und den Schwarzwangen-Waldsänger auch als konspezifisch. Das kleine Verbreitungsgebiet befindet sich im südöstlichen Panama sowie in Kolumbien. Die IUCN listet die Vogelart als „gefährdet“ (vulnerable).

## Merkmale
Pirrewaldsänger erreichen eine Körperlänge von 13 bis 13,5 Zentimetern. Adulte und Jungvögel ab dem ersten Jahr haben einen rötlich-braunen Oberkopf, schmale schwarze Scheitelseitenstreifen, die auf der Stirn miteinander verbunden sind sowie breite, blasse, grünlich-gelbe Überaugenstreifen, die ebenfalls auf der Stirn miteinander verbunden sind und sich bis in den Nacken ziehen. Die Ohrdecken sind oliv und schwärzlich gesprenkelt. Das Oberseitengefieder ist olivgrün, die Flügel und der Schwanz sind dunkelbraun mit olivgrünen Federrändern und das Unterseitengefieder ist cremig-gelblich mit verwaschen oliven Flanken und Brustseiten. Die Beine sind gelblich fleischfarben, der Schnabel ist fleischfarben mit einem schwärzlichen Schnabelfirst.

## Vorkommen, Ernährung und Fortpflanzung

Das kleine Verbreitungsgebiet des Pirrewaldsängers im Grenzgebiet zwischen Panama und Kolumbien

Verbreitet sind Pirrewaldsänger im Gebirge Alto de Nique und Cerro Tacarcuna in der Provinz Darién in Panama nahe der Grenze nach Kolumbien sowie im nordwestlichen Chocó in Kolumbien. Sie bewohnen Bergwälder oberhalb 1200 Metern und vorwiegend ab einer Höhe von 1400 Meter. Ihre Nahrung besteht überwiegend aus Insekten, die sie in Höhen von 2 bis 10 Metern in den mittleren und oberen Regionen der Bäume aufstöbern. Bei ihren Streifzügen sind sie meist paarweise oder in kleinen Gruppen zu beobachten. Manchmal schließen sie sich anderen Vogelarten wie der Schwarzwangen-Buschtangare (Chlorospingus inornatus) an.
Über den Nestbau sowie die Brut- und Nestlingszeit gibt es keine Untersuchungen. Im Juli wurden adulte Vögel beim Füttern gerade flügge gewordener Jungvögel auf dem Berg Cerro Pirre in Darién gesichtet.